# Thomas D'Urfey
Thomas D'Urfey, nato Tom Durfey (Devonshire, 1653 – Londra, 26 febbraio 1723), è stato un drammaturgo e poeta britannico.

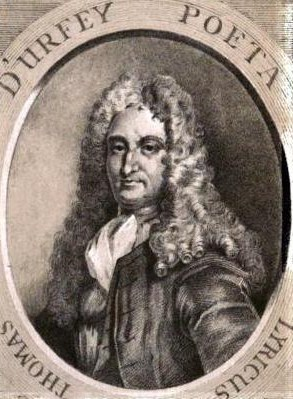
Thomas d'Urfey

Compose testi teatrali, canzoni, poesie e poemi. Fu un importante innovatore e contributore nell'evoluzione della ballad opera.

## Biografia
D'Urfey nacque nel Devonshire, in Inghilterra, e dedicò la sua vita professionale alla scrittura, ma tornò presto al teatro. Fu considerato così affabile e divertente che poteva fare amicizia con tutti, compresi personaggi difficili come Carlo II d'Inghilterra e suo fratello Giacomo II d'Inghilterra, e con gente di tutti gli strati sociali.
D'Urfey visse in un'epoca di elitarismo ed anti egalitarismo, una reazione contro la tendenza al livellamento della società realizzata dai Puritani durante la Restaurazione. D'Urfey partecipò alla restaurazione puritana contro l'atmosfera dominante di arrampicamento sociale: disse di essere un discendente degli ugonotti francesi, anche se poteva non essere vero, ed aggiunse un apostrofo al suo cognome inglese di nascita Durfey all'età di 30 anni.
Scrisse 500 canzoni, e 32 testi teatrali, iniziando con The Siege of Memphis nel 1676. Il suo primo lavoro teatrale fu un fallimento, ma egli rispose negli anni successivi (1677) con una commedia, Madame Fickle, che ebbe grande successo.
Fra i suoi testi si ricordano The Fond Husband (1676), The Virtuous Wife (1680), e Wonders in the Sun, or, The Kingdom of the Birds (1706). Nel 1698 scrisse The Campaigners come risposta satirica ai flagelli anti-teatrali di Jeremy Collier. La sua opera in sei volumi Wit and Mirth, or Pills to Purge Melancholy, scritta fra il 1698 ed il 1720, è una collezione di canzoni (ballad opera). Il suo testo teatrale The Injured Princess era un adattamento dell'opera di Shakespeare, Cymbeline. Durfey scrisse sempre con vena arguta e satirica, in maniera elegante, ed i suoi lavori sono un compendio di umorismo.
Le sue canzoni appartengono a tre generi diversi: canzoni di corte, canzoni politiche e canzoni folkloristiche; queste ultime tendono ad essere un po' più oscene. (The Fart è una delle più conosciute; The Lusty Young Smith lo è altrettanto.) Fra gli oltre quaranta compositori che musicarono le sue liriche si ricorda Henry Purcell. Purcell compose le musiche per l'opera di D'Urfey, The Comical History of Don Quixote (1694), una delle prime novelle di Cervantes ridotte per il palcoscenico.
D'Urfey compose anche delle musiche, anche se egli stesso ammise che non erano molto buone.
D'Urfey fu amico dei grandi saggisti Joseph Addison e Richard Steele; ma, come era usanza del tempo, questionò, anche energicamente, con altri poeti e scrittori. Scrisse parodie, e fu a sua volta parodiato. Fu detto che balbettava quando cantava. Ad un certo punto nella sua carriera, un concorrente geloso rispose al dramma di D'Urfey Love for Money con una parodia chiamata Wit for Money, or, Poet Stutterer.
Fu inumato, il giorno della sua morte, nella bella chiesa di James's a Piccadilly a Londra. Dieci delle 68 canzoni della L'opera del mendicante sono di D'Urfey.
(Thomas D'Urfey)